# El Señor de los Anillos (película de 1978)
El Señor de los Anillos (título original en inglés: J. R. R. Tolkien’s The Lord of the Rings) es una película de animación estadounidense de 1978 dirigida por Ralph Bakshi. Es una adaptación de, aproximadamente, la primera mitad de El Señor de los Anillos, la novela de fantasía heroica de J. R. R. Tolkien: La Comunidad del Anillo y gran parte de Las dos torres. Se tenía pensado rodar una secuela que adaptara lo que quedaba del segundo tomo y El retorno del Rey, pero esa secuela jamás se rodó. La acción de la película se sitúa en la ficticia Tierra Media, y sigue las aventuras de un grupo de hobbits, hombres, un elfo, un enano y un mago, que forman la Comunidad del Anillo. A esta se le encomienda la misión de destruir el Anillo Único, creado por el señor oscuro Sauron, y así asegurar la aniquilación de este último.
La película cuenta con las voces de William Squire, John Hurt, Michael Graham Cox y Anthony Daniels. El guion fue escrito por Peter S. Beagle, basado de un anteproyecto de Chris Conkling. Bakshi conocía los trabajos de Tolkien desde los comienzos de su carrera, y llevó a cabo varios intentos de producir una adaptación de El Señor de los Anillos al cine de animación, hasta que el productor Saul Zaentz y la compañía distribuidora United Artists decidieron financiarle el proyecto. El largometraje hace un notable uso del rotoscopio, técnica en la que las escenas son filmadas con personas reales sobre un fondo neutro para luego «calcarlas» al celuloide como animación. A pesar de que la película fue un éxito financiero, sus críticas no fueron uniformes, yendo desde las que la describieron como una película con virtudes y defectos hasta las rotundamente negativas. Además, sus productores desistieron de financiar la secuela necesaria para cubrir la totalidad de la historia de la novela, dejando esta película como una obra hasta cierto punto inacabada. Aun así, esta obra contribuyó decididamente al incremento del interés por los trabajos de Tolkien y se erigió en un necesario punto de referencia para posteriores adaptaciones de los mismos.

## Argumento
Durante la Segunda Edad de la Tierra Media los elfos herreros forjaron nueve Anillos de Poder para los reyes de los hombres, siete para los reyes enanos y tres para los señores elfos. Al mismo tiempo y en secreto, el señor oscuro Sauron forjó el Anillo Único, que le permitía controlar los otros anillos y así a sus portadores. Aun así, los hombres y los elfos formaron una última alianza e hicieron la guerra a Sauron, derrotándolo finalmente junto a su fortaleza de Barad-dûr. Isildur, príncipe de los hombres, cortó el dedo del Anillo a Sauron, pero en vez de destruirlo lo tomó para sí. Poco después, unos orcos le mataron en las márgenes del Anduin, con lo que el Anillo fue a parar al fondo del río y allí permaneció durante siglos; hasta que un día fue encontrado por dos amigos llamados Déagol y Sméagol. Este último mató al primero para quedarse con el Anillo, que le corrompió y deformó hasta convertirle en una criatura inidentificable conocida como Gollum. Tiempo después, el hobbit Bilbo Bolsón encontró por accidente el Anillo, extraviado por Gollum, y lo conservó sin saber de su verdadero poder.
Algunos años después, durante el cumpleaños en que Bilbo pensaba abandonar el smial de Bolsón Cerrado en el que vivía, el mago Gandalf, que sospechaba de la naturaleza maligna del Anillo, convenció a Bilbo para que se lo dejase a su sobrino Frodo antes de partir de la Comarca. Diecisiete años pasaron hasta que Gandalf regresó para advertir a Frodo que ciertas fuerzas malignas sabían que los Bolsón guardaban el Anillo, y contarle su historia y el peligro que representa para toda la Tierra Media. Como consecuencia, y siguiendo el consejo de Gandalf, Frodo decidió dejar su hogar llevándose el Anillo con él.
Lo acompañaron tres amigos: Sam, Merry y Pippin. Después de escapar de los Jinetes Negros Nazgûl, espectros del Anillo al servicio de Sauron, llegaron al pueblo de Bree, donde conocieron a Aragorn, que se presentó en primera instancia como «Trancos», un amigo de Gandalf. Con su guía emprendieron la ruta hacia el refugio élfico de Rivendel. Una noche, en Amon Sûl, Frodo fue apuñalado por el señor de los Nazgûl que los perseguían, quedando malherido por la magia malvada del puñal. A pesar de ello continuaron el viaje llevando a Frodo y con los Jinetes Negros cada vez más cerca. En el camino se encontraron con el elfo Legolas, quien los ayuda en su viaje hacia Rivendell, mientras todos son perseguidos por los Nazgûl. Finalmente lograron cruzar el vado de Bruinen, y las aguas encantadas del río se cerraron tras ellos arrastrando a sus perseguidores.
En Rivendel se encontraron con Gandalf, que había ido a ver a Saruman, otro mago, para pedirle ayuda, pero descubrió que éste se había aliado con Sauron para buscar el Anillo, que él también deseaba poseer. Elrond, el señor de Rivendel, sanó a Frodo y organizó un consejo para decidir que se debía hacer con el Anillo Único. La única salida pasaba por destruirlo arrojándolo al magma del Orodruin, el «Monte del Destino» de Mordor, donde se forjó; y Frodo voluntariamente tomó para sí esa misión. Se decidió que le acompañaran Gandalf, Aragorn, Boromir (hijo del senescal regente de Gondor), Legolas, el enano Gimli y los tres hobbits que ya lo acompañaban desde la Comarca. Estos nueve compañeros formaron la Comunidad del Anillo.
La primera dificultad que el grupo debía salvar al partir de Rivendel era el cruce de las Montañas Nubladas. Como sus pasos estaban cubiertos de nieve, decidieron cruzarlas por debajo, atravesando las minas enanas de Moria. Allí fueron atacados por orcos y por un balrog, que entabla combate singular con Gandalf, durante el que ambos caen a un abismo. Cuando lograron salir de las minas, los ocho miembros restantes de la Comunidad decidieron refugiarse temporalmente en el reino élfico de Lothlórien bajo la protección de la dama Galadriel.
Al poco tiempo de reiniciar su ruta, Frodo decidió dejar a los otros y continuar el viaje a Mordor solo, porque Boromir le intentó quitar el Anillo, seducido por su poder; pero el fiel Sam le sigue en secreto. Poco después, Boromir fue asesinado mientras intentaba en vano evitar que Merry y Pippin fuesen capturados por unos orcos; que pretendían llevarlos a Isengard, hogar de Saruman. Para ello debían llevarlos a través del país de Rohan, en donde fueron atacados por una hueste de rohirrim. Los dos hobbits lograron escapar en la refriega al bosque de Fangorn, donde conocieron al ent Bárbol. Aragorn, Legolas y Gimli siguieron la pista de los orcos por Rohan hasta el bosque, en donde se reencontraron con Gandalf, al que creían muerto. Los cuatro decidieron ir a la capital de Rohan, Edoras, en donde Gandalf persuade al rey Théoden del peligro que corre su gente. Aragorn, Legolas y Gimli partieron a la fortaleza del Abismo de Helm.
Frodo y Sam, mientras tanto, caminaban juntos hacia Mordor. En las Emyn Muil descubrieron que Gollum les seguía, ansiando recuperar el Anillo, y le capturaron. Frodo se apiadó de él y le dejó libre con la condición de que les guiase al Monte del Destino para destruir el Anillo. Gollum aceptó y les prometió que les mostraría una entrada secreta a Mordor.
Mientras tanto, en el Abismo de Helm, Théoden luchaba desesperadamente contra las fuerzas de Saruman. A la mañana siguiente, Gandalf llegó con refuerzos y juntos destruyeron al ejército orco.

## Producción
El director Ralph Bakshi se encontró con El Señor de los Anillos en los años cincuenta, cuando trabajaba como animador para Terrytoons. En 1957, Bakshi intento convencer a varias personas de que la historia se podía adaptar a la animación. Al mismo tiempo, los derechos de la historia pasaron a ser propiedad de Walt Disney, pero en 1968 los derechos fueron cedidos de nuevo, a United Artists, para la que los directores Stanley Kubrick y John Boorman, de forma independiente, trataron de adaptar la historia, sin éxito.
A mediados de los setenta, Bakshi, que había tenido éxito con el film orientado para un público adulto El gato Fritz, supo del proyecto de Boorman y United Artists para adaptar la historia. Cuando se enteró de que Boorman pensaba adaptar las tres partes de la historia en una sola película comentó «creo que era una locura, una cierta falta de carácter por parte de Boorman. ¿Por qué querrías debilitar lo hecho por Tolkien?» Cuando la visión de Boorman fracasó, Bakshi se dirigió al estudio y propuso una adaptación más fiel de la obra en tres películas de animación:

I said, ‘[...] I'd rather do the books as close as we can, using Tolkien's exact dialogue and scenes.’ They said, ‘Fine,’ which knocked me down, ‘because we don't understand a word Boorman wrote. We never read the books. [...] We ain't got time to read it. You understand it, Ralph, so go do it.’
Dije ‘[...] preferiría hacer los libros tan fielmente como podamos, usando los diálogos y escenas de Tolkien con exactitud’. Me respondieron ‘de acuerdo’, lo que me descolocó, ‘porque no entendemos una palabra de lo que escribió Boorman. No hemos leído los libros. [...] No tenemos tiempo de leerlo. Tú lo entiendes, Ralph, así que ve y hazlo’.
Ralph Bakshi.

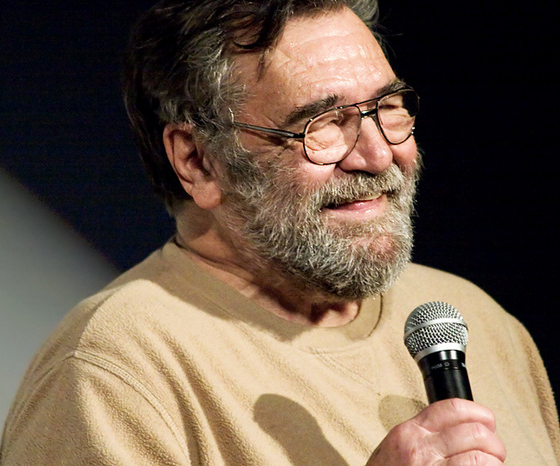
Ralph Bakshi en enero de 2009.

La oficina de Metro-Goldwyn-Mayer estaba en el mismo edificio de United Artists, por lo que Bakshi fue a hablar con el entonces presidente de la primera, Dan Melnick: «pensé que él entendería lo que significaban ‘los Anillos’, porque UA no lo había hecho». Bakshi y Melnick hicieron un trato con Mike Medavoy de United Artists para comprarle el guion de Boorman. «El guion de Boorman costaba tres millones de dólares, así que Boorman estaba feliz con la oferta, gritando y riendo y bebiendo, ‘porque había conseguido tres millones por un guion ya descartado’». Sin embargo, Melnick fue despedido, por lo que el trato se vino abajo. El siguiente intento de Bakshi fue con Saul Zaentz, que ya le había brindado ayuda financiera para la producción de El gato Fritz, para preguntarle si quería producir El Señor de los Anillos. Zaentz aceptó. Antes de que la producción empezara, las tres partes originales de la adaptación debieron reducirse a dos, a instancias de UA. Mientras tanto, Bakshi se entrevistó con Priscilla, hija de Tolkien, para hablar de como pretendía hacer la adaptación. Ella le enseñó la estancia en la que su padre solía escribir y dibujar, y Bakshi prometió que las películas serían fieles a la novela: «mi promesa a la hija de Tolkien fue ser fiel al libro. No iba a decir ‘hey, descartemos a Gollum y cambiemos estos dos personajes’. Mi trabajo era decir ‘esto es lo que el genio dijo’».

### Dirección
Bakshi dijo que uno de los problemas de la historia era el que fuese épica porque según él «la épica tiende a rezagarse». «El mayor cambio fue ser fiel al libro», afirmó. Las mayores influencias artísticas de Bakshi, para la elaboración de los dibujos, fueron Howard Pyle y Elizabeth Wyeth.

### Escritura del guion y desarrollo
Un borrador del guion fue escrito por Chris Conkling, que decidió que la historia fuese un flashback de Merry, que contaría la historia desde su punto de vista. Después de que Bakshi y Zaentz vieron el borrador, llamaron al escritor Peter S. Beagle para reescribirlo.
El film tiene varias diferencias con respecto al libro. Bakshi fue lo más fiel posible, pero muchos detalles tuvieron que ser omitidos, como por ejemplo los personajes de Glorfindel (sustituido por Legolas), Arwen, la casa del granjero Maggot y la del misterioso Tom Bombadil.

### Reparto de voces
Los actores de voz que interpretaron los distintos papeles fueron:
| Papel                     | Actor de voz original |
| ------------------------- | --------------------- |
| Frodo Bolsón              | Christopher Guard     |
| Gandalf                   | William Squire        |
| Samsagaz Sam Gamyi        | Michael Scholes       |
| Aragorn (Trancos)         | John Hurt             |
| Meriadoc Merry Brandigamo | Simon Chandler        |
| Peregrin Pippin Tuk       | Dominic Guard         |
| Bilbo Bolsón              | Norman Bird           |
| Boromir                   | Michael Graham Cox    |
| Legolas Hojaverde         | Anthony Daniels       |
| Gimli                     | David Buck            |
| Gollum                    | Peter Woodthorpe      |
| Saruman el Blanco         | Fraser Kerr           |
| El rey Théoden            | Philip Stone          |
| Gríma Lengua de Serpiente | Michael Deacon        |
| Elrond                    | André Morell          |
| El posadero de Bree       | Alan Tilvern          |
| Galadriel                 | Annette Crosbie       |
| Bárbol                    | John Westbrook        |

### Música
La banda sonora original de la película fue compuesta por Leonard Rosenman, ganador de un Óscar de la Academia por la del film de Kubrick Barry Lyndon. Fue editada por Fantasy Records en 1978. La intención original de Bakshi para su película era introducir música de Led Zeppelin, pues la consideraba adecuada porque coincidía con la película en su enfoque hacia un público hippie de los barrios bajos; pero el productor del film Saul Zaentz quería una banda sonora puramente orquestal, puesto que de otra manera no le habría sido posible publicarla con Fantasy, sello de su propiedad.
Se trata de una banda sonora que se separa de lo convencional por su atonalidad y clara pretensión de alejarse del «neosinfonismo». Por ello es una música que fuera de las imágenes es complicada de disfrutar: aunque la atonalidad sea una opción del compositor y pueda entrar o no en las preferencias del oyente, lo cierto es estas últimas están condicionadas por su historial como oyente-espectador dentro de un entorno cultural occidental en el que lo que prima es lo tonal y sinfónico.
Con gran predominio del metal, el coro y la percusión; se estructura sobre dos temas principales, en torno al conflicto entre fuerzas benignas y malignas, el de los hobbits o de la Compañía, de factura alegre, luminosa e incluso graciosa, y el del ejército de Sauron, siniestro y opresivo, asociado a ciertas secciones de la orquesta de tonos más oscuros. Los dos temas se entrelazan a lo largo de la película: aparecen, desparecen, a veces uno predomina sobre el otro; aunque hasta la victoria final del bien en Cuernavilla es el tema asociado al mal el que predomina, lo que implica que el tono predominante en la partitura sea oscuro y caótico.

## Recepción
La recepción fue, como en muchas otras películas de Bakshi, muy variada: se la calificó como su mejor película, con una buena música, y muy bien adaptada al libro; pero también se dijo que, al no agrupar todos los libros y elementos, el final era muy difuso, ya que no se mostraba ningún final claro para ningún personaje.

### Sucesivas adaptaciones y legado
La película fue adaptada en forma de libro de historieta con dibujos del artista español Luis Bermejo, bajo licencia de Tolkien Enterprises. Toutain publicó los tres tomos de la obra para el mercado europeo, desde 1979, pero no se llegó a publicar en los Estados Unidos ni se tradujo al inglés por problemas de copyright.
La película de Bakshi esparció el suficiente interés en el trabajo de Tolkien como para que Rankin/Bass Productions, Inc. produjera en 1980 un programa especial animado de televisión basado en El retorno del Rey; y la BBC Radio una completa adaptación de El Señor de los Anillos como serial radiofónico en 1981. En esta última emisión, Michael Graham Cox y Peter Woodthorpe repitieron en sus papeles respectivos de Boromir y Gollum.